# Bettina (personaggio)
Bettina Ramblè è un personaggio del fumetto Diabolik creato dalle sorelle Giussani. È una bambina orfana di madre che è riuscita a conquistare l'affetto di Eva Kant e Diabolik. Vive in una località immaginaria chiamata Colle Verde.

## Biografia del personaggio
La prima volta che Bettina e Diabolik si incontrano è quando lui, tornato in un rifugio dopo un colpo, si accorge della presenza di una persona e cerca di sorprenderla per ucciderla, tuttavia rendendosi conto che si tratta di una bambina Diabolik desiste e si limita a rimproverarla. Nei giorni seguenti Bettina entra spesso in casa di Diabolik familiarizzando con lui ed Eva, in seguito viene rapita da due coniugi e viene salvata dallo stesso Diabolik travestito da frate, che in quell'occasione uccide i due rapitori con dei dardi avvelenati.
In Vile ricatto Bettina viene investita da un criminale in fuga, grazie ad Eva si scopre chi sia la persona che l'aveva investita: Diabolik lo uccide davanti alla sorella che per vendetta rapisce Bettina, convinto che il criminale pagherà un forte riscatto per riaverla. Diabolik, fingendo di voler pagare il riscatto chiesto, finirà con il salvare la bambina e uccidere i rapitori.
In un albo speciale Gabriele Quinn, trafficante di armi, droga e prostitute per vendetta ha deciso di uccidere gli amici di Diabolik. Dopo Valentino Alder, Matteo e Saverio Hardy (quest'ultimo salvato di nascosto) è il turno di Bettina, salvata in segreto dalla polizia. Bettina, ormai adolescente, è fidanzata con il figlio di Quinn, il quale però non è spinto da amore ma da ragioni personali. Diabolik finirà con l'ucciderlo insieme a suo padre.
Il personaggio è riapparso nel Grande Diabolik 2/2014, intitolato "Il tradimento di Bettina": in questo albo speciale Bettina, divenuta una giovane donna, cerca di manipolare i piani di Diabolik allo scopo di salvare il suo fidanzato, in pericolo di vita; Diabolik scoprirà il suo tradimento, ma deciderà di aiutarla comunque poiché lui e Eva sono ancora molto affezionati alla ragazza.

## Storia editoriale, sviluppo e importanza del personaggio
Il personaggio di Bettina è di grandissima importanza per l'evoluzione di Diabolik. L'origine di Bettina è stata raccontata dalla stessa Luciana Giussani nell'introduzione del volume Una bambina di nome Bettina (e successivamente ristampata nel Grande Diabolik 2/2014).
Quando Angela e Luciana Giussani crearono Diabolik, nel 1962, avevano in mente un personaggio completamente negativo. Il "primo" Diabolik era infatti un criminale violento, perverso ed egoista al punto di pensare esclusivamente a se stesso e al suo tornaconto personale. Tuttavia già a partire dal terzo numero, con l'introduzione e lo sviluppo di Eva Kant, queste caratteristiche erano state messe in discussione rendendo Diabolik in grado di provare un amore immenso e disinteressato; negli anni successivi però il carattere crudele del personaggio continuò a prevalere, pur nel contesto di una lenta ma progressiva evoluzione caratteriale.
A circa quattro anni dalla creazione di Diabolik, e col crescente successo delle sue avventure, le sorelle Giussani si resero però conto che era arrivato il momento di muovere un importante passo nella sua evoluzione, poiché il lato negativo del personaggio, seppur affascinante, era anche il suo punto debole: lo rendeva infatti facilmente imitabile e "piatto".
Le Giussani capirono inoltre che uno dei motivi della staticità di Diabolik era in effetti il numero troppo esiguo di comprimari: il trio Diabolik/Eva/Ginko era sì affascinante, ma forse troppo ben definito nei suoi ruoli e nelle sue caratteristiche per poter bastare da solo a soddisfare quella necessità; si cominciò così a pensare a un personaggio nuovo e diverso da quelli apparsi nella serie, grazie al quale si potessero mettere in luce nuovi lati del carattere del Re del Terrore.
Secondo la creatrice di Diabolik, a quei si erano fatte pressanti le richieste dei fan di donare un figlio alla coppia Diabolik/Eva; le due donne avevano deciso che una figura del genere non sarebbe stata compatibile con la natura del personaggio, ma furono intrigate dalla possibilità che Diabolik interagisse con un bambino, cosa che fino ad allora non era mai successa; nel 1966 apparve così Bettina Ramblé.
Il primo episodio in cui compariva Bettina, Angoscia, era piuttosto atipico per i tradizionali canoni della serie: in esso si mostrava un Diabolik diverso, capace di provare un affetto disinteressato per la bambina. Per la prima volta, inoltre, il vero cattivo della storia non era lui, ma una coppia di ladri in grado non solo di sfruttare a suo vantaggio le attrezzature di Diabolik, ma addirittura di maltrattare e rapire la stessa bimba per la quale Diabolik aveva mostrato affetto.
Si trattava, insomma, di una pietra miliare nell'evoluzione di Diabolik, che da violento e perverso diventava un criminale che vive al di sopra della legge e dei concetti stessi di bene e male.
Anche la seconda apparizione di Bettina, avvenuta sei anni dopo la prima nell'episodio Vile ricatto, coincise con la dimostrazione di un altro lato inedito del carattere di Diabolik, che sarebbe stato poi mostrato in molte altre occasioni: erano già note le "atroci vendette" del personaggio contro chi si metteva tra lui e i suoi obiettivi, ma mai prima d'allora Diabolik aveva vendicato uno dei suoi affetti piuttosto che se stesso.
Bettina fu dunque un elemento imprescindibile per l'evoluzione di Diabolik: le Giussani capirono che le loro scelte erano state vincenti, e di tanto in tanto inserirono nelle loro storie elementi che rimandassero a questi lati inediti del re del terrore. Nel corso degli anni Diabolik ha avuto a che fare con vari temi controversi quali l'eutanasia, la mafia, la violenza sulle donne e l'omosessualità, dimostrando sempre di essere super partes. Sono stati introdotti inoltre altri personaggi ricorrenti più o meno collegati a queste tematiche e per i quali Diabolik proverà rispetto e in taluni casi addirittura sentimenti amichevoli; ad esempio si può citare Saverio Hardy.
Per tutte queste ragioni, nonostante le poche comparse Bettina divenne uno dei personaggi più amati dell'universo di Diabolik; perfino le stesse sorelle Giussani la apprezzavano molto. Luciana Giussani in particolare la volle fortemente introdurre nel secondo numero del Grande Diabolik, La vendetta ha la memoria lunga (nel quale peraltro compaiono molti dei personaggi "amici" di Diabolik).
Pochi mesi prima di morire, inoltre, curò l'edizione di un prestigioso volume cartonato che racchiudeva le storie di Bettina con un ampio apparato critico.

## Apparizioni

### Diabolik
- Angoscia (2 maggio 1966)
- Vile ricatto (6 dicembre 1971)
- La ribelle (1 febbraio 2019)

### Il Grande Diabolik
- La vendetta ha la memoria lunga (luglio 1998)
- Il tradimento di Bettina (luglio 2014)

### Volumi Astorina
- Una bimba di nome Bettina